# Time and Pressure
Time and Pressure è il primo EP della rapper statunitense Mulatto. È stato pubblicato il 18 dicembre 2017.

## Tracce
1. Facts – 2:09 (Alyssa Stephens)
2. Heart Broke – 3:18 (Stephens)
3. Baddies – 2:52 (Stephens, Ashilee ashilee)
4. Hurt (feat. Bandit Gang Marco) – 3:33 (Stephens, Marco)
5. Safe (feat. C. White) – 2:54 (Stephens, C White, Ken Bankhead, BeatPluggTwo)
6. Wwyd – 3:01 (Stephens)

Durata totale: 17:47